# Schuyler Carron
Schuyler Anthony "Sky" Carron, född 24 augusti 1921, död 15 juni 1964, var en amerikansk bobåkare.
Carron blev olympisk bronsmedaljör i tvåmansbob vid vinterspelen 1948 i Sankt Moritz.